# Kowri, Belur
Kowri là một làng thuộc tehsil Belur, huyện Hassan, bang Karnataka, Ấn Độ.